# Hamburg Challenger 2002
L'Hamburg Challenger 2002 è stato un torneo di tennis facente parte della categoria ATP Challenger Series nell'ambito dell'ATP Challenger Series 2002. Il torneo si è giocato a Amburgo in Germania dal 25 febbraio al 3 marzo 2002 su campi in sintetico indoor.

## Vincitori

### Singolare
Raemon Sluiter ha battuto in finale  Neville Godwin con il punteggio di 6–1, 6–3.

### Doppio
Mark Merklein /  Paul Rosner hanno battuto in finale  Wesley Moodie /  Shaun Rudman con il punteggio di 6–3, 6–4.